# Karmenu Mifsud Bonniċi (Politiker, 1933)
Karmenu Mifsud Bonniċi (* 17. Juli 1933 in Cospicua; † 5. November 2022) war ein maltesischer Politiker und Premierminister für die Partit Laburista (PL).

## Leben
Nach dem Studium der Rechtswissenschaften und der Promotion zum Doktor der Rechtswissenschaften arbeitete er ab 1968 als Dozent für Wirtschafts- und Steuerrecht an der Universität Malta sowie als Rechtsberater des Gewerkschaftsbundes.
1980 wurde „Karmenu“ Mifsud Bonniċi zum stellvertretenden Vorsitzenden der maltesischen Partit Laburista gewählt und zum designierten Nachfolger des damaligen Vorsitzenden und Premierministers Dom Mintoff bestimmt.
Aufgrund des Rücktritts eines Regierungsmitglieds wurde er am 2. Mai 1982 in das Parlament kooptiert. Zusätzlich wurde er zunächst Minister für Arbeit und Soziale Dienste und am 5. September 1983 stellvertretender Premier- und Erziehungsminister.
Am 22. Dezember 1984 wurde er als Nachfolger von Mintoff Premierminister und Vorsitzender der Partit Laburista. Während seiner Regierungszeit behielt Mifsud Bonnici den politischen Kurs seines Vorgängers bei. Insbesondere behielt er die unnachgiebige Haltung gegenüber der oppositionellen Partit Nazzjonalista bei. Andererseits warb er um private Handels- und Industrieansiedlungen und bemühte sich um eine Verbesserung der maltesischen Beziehungen zu Westeuropa, der USA und dem britischen Commonwealth. Gleichzeitig hielt er Maltas starke Beziehungen zu kommunistischen Staaten bei und verstärkte sogar die Beziehungen zu Libyen.
1987 verlor die Partit Laburista die Parlamentswahlen gegen die Partit Nazzjonalista, so dass Mifsud Bonniċi am 12. Mai 1987 durch Edward Fenech Adami als Premierminister abgelöst wurde.
Mifsud Bonniċi wurde 1992 als Vorsitzender der Partit Laburista und Oppositionsführer durch Alfred Sant abgelöst. 1996 kandidierte er dann nicht erneut um einen Sitz im Parlament.